# هیما داس
هیما داس (به انگلیسی: Hima Das) (زادهٔ ۹ ژانویهٔ ۲۰۰۰)، با نام مستعار Dhing Express، دوندهٔ هندی از ایالت آسام است. او رکورد فعلی ملی هند را در دو ۴۰۰ متر با زمان ۵۰٫۷۹ ثانیه که در بازی‌های آسیایی ۲۰۱۸ در جاکارتا، اندونزی برگزار شد، در اختیار دارد. او اولین ورزشکار هندی است که در رقابت‌های پیاپی در مسابقات جهانی U20 IAAF موفق به کسب یک مدال طلا شد.

## اوایل زندگی
هیما داس در دهکدهٔ قندلیماری، در نزدیکی شهر دینگ در ایالت آسام در خانواده‌ای به سرپرستی رونجیت و جونالی داس متولد شد. والدین او از ابتدا کشاورز بودند. او کوچک‌ترین فرزند از پنج فرزند خانواده بود. در دبیرستان دینگ عمومی شرکت کرد و در ابتدا به بازی فوتبال علاقه‌مند شد. در مدرسه با پسران فوتبال بازی می‌کرد و همیشه دوست داشت به‌صورت حرفه‌ای فوتبال را دنبال کند. با این حال، او در فوتبال زنان در هند هیچ آینده‌ای برای خودش ندید. بعد از مدتی، به توصیه‌ی یک معلم تربیت بدنی مدرسه، شمسول هوک، او را به سمتِ رشته‌ی دو سرعت هدایت کرد.

## تحصیلات
داس در آزمون کلاس دوازدهم شورای آموزش عالی متوسطه‌ی آسام، که در ماه مه‌ی سال ۲۰۱۹ برگزار شد، شرکت کرد.

## حرفه
در ماه آوریل سال ۲۰۱۸، داس در رقابت‌های سال ۲۰۱۸ مسابقات مشترک‌المنافع در ساحل عاج و در استرالیا، در دو ۴۰۰ متر و ۴ × ۴۰۰ متر امدادی شرکت کرد. در ۴۰۰ متر، داس به فینال رسید و با زمان ۵۱٫۳۲ ثانیه ششم شد   ثانیه، ۱٫۱۷   ثانیه از مدال طلا، امانتل مونتشو از بوتسوانا. در ۴ × ۴۰۰ متر امدادی او بخشی از تیم هند بود که در فینال هفتم به پایان رسید، با زمان ۳   دقیقه و ۳۳٫۶۱   ثانیه
در ۱۲ ژوئیه ۲۰۱۸، داس در مسابقات جهانی U-20 2018 که در تامپره، فنلاند برگزار شد، در فینال ۴۰۰ متر فینالیست شد و با زمان ۵۱٫۴۶ ثانیه مسابقه را به پایان رساند و به اولین اسپرینتر هند تبدیل شد که در یک رویداد بین‌المللی موفق به کسب مدال طلا شد. داس با یک‌نیمه اول کندتر، در یک حرکت ۱۰۰ متر آخر شتاب گرفت و سه رقیب را پشت سر گذاشت.
در بازی‌های آسیایی ۲۰۱۸، داس پس از زمان ۵۱٫۰۰ در گرما ۱ و تعیین رکورد ملی جدید هند، به فینال ۴۰۰ متر صعود کرد. در ۲۶ اوت ۲۰۱۸، او رکورد ملی را به ۵۰٫۷۹ ثانیه در فینال ۴۰۰ متر رساند تا مدال نقره را بدست آورد. در تاریخ ۳۰ اوت سال ۲۰۱۸، او به همراه MR Poovamma , Sarita Gayakwad و VK Vismaya توانست رله ۴ × ۴۰۰ متر بانوان را به دست آورد و زمان ۳: ۲۸٫۷۲ به دست آورد. در اوایل همان روز، داس به دلیل شروع دروغین در یک‌نیمه نهایی، نتوانست در فینال مسابقه ۲۰۰ متر راه یابد. هایما همچنین در رله مختلط ۴ × ۴۰۰ متر که برای اولین بار در بازی‌های آسیایی برگزار شد، مدال نقره کسب کرد.
در سپتامبر سال ۲۰۱۸، آدیداس قرارداد همکاری با هایما داس را امضا کرد.
وی در تاریخ ۲ ژوئیه ۲۰۱۹ با زمان ۲۳/۶۵ ثانیه در مسابقات گرندپری دو و میدانی پوزنان در لهستان 200m طلا را کسب کرد.
پس از آن، او در مسابقات دو و میدانی کوتو، همچنین در لهستان، در تاریخ ۷ ژوئیه ۲۰۱۹ با زمان ۲۳/۹۷ ثانیه، ۲۰۰ متر طلا بدست آورد.
در همان سال، در تاریخ ۱۳ ژوئیه، او در دیدار دو و میدانی Kladno در جمهوری چک با زمان ۲۳٫۴۳ ثانیه، ۲۰۰ متر طلا بدست آورد.
او همچنین در مسابقات ۲۰۰ متر در مسابقات Tabor Athletics Meet، در تاریخ ۱۷ ژوئیه ۲۰۱۹، چهارشنبه، در جمهوری چک با زمان ۲۳٫۲۵ ثانیه مدال طلا را به دست آورد.
در تاریخ ۲۰ ژوئیه ۲۰۱۹، او در مسابقه ۴۰۰ متری خود در شنبه نوامبر Mesto، جمهوری چک روز پنجشنبه به پنجمین طلای ماه ۱۹ ژوئیه رسید و ۵۲٫۰۹ ثانیه در زمان خود را ثبت کرد.
در ژوئیه سال ۲۰۱۹، او در مجموع ۵ مدال طلا در یک ماه به دست آورد.

## جوایز و جایزه

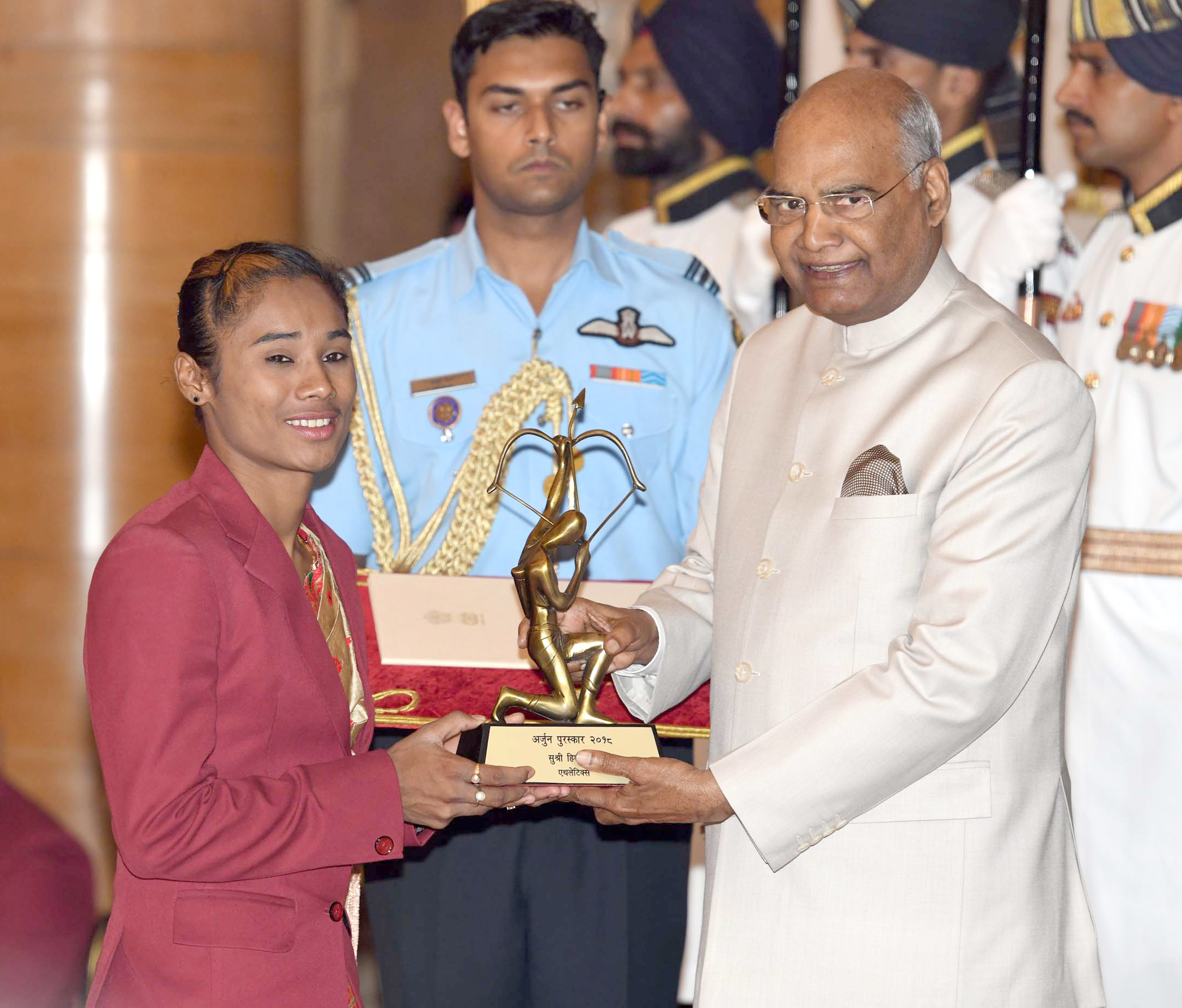
رئیس‌جمهور، شری رام نات کوویند با اهدا جوایز ارژونا، ۲۰۱۸ به خانم هایما داس برای دو و میدانی، در مراسمی درخشان، در رشتراپاتی بهاوان، در دهلی نو در تاریخ ۲۵ سپتامبر ۲۰۱۸

- توسط رئیس‌جمهور هند در تاریخ ۲۵ سپتامبر ۲۰۱۸ توسط جایزه ارژونا ارجاع شده‌است.[۲۱]
- به عنوان اولین سفیر جوان هند در یونیسف - هند در تاریخ ۱۴ نوامبر ۲۰۱۸ منصوب شد.[۲۲]
- از طرف دولت Assam به عنوان سفیر برند ورزشی Assam به عنوان سفیر ورزشی معرفی شده‌است.[۲۳]

داس دومین ورزشکار از آسام پس از بوژسوار باروها است که در یک رویداد بین‌المللی مدال طلا کسب کرد.